# برونو پوراما
برونو پوراما (۱۰ مارس ۱۹۳۶ – ۱۱ سپتامبر ۲۰۱۶) یک سیاستمدار سوئدی بود. او از سال ۱۹۸۲ تا ۱۹۹۴ عضو رکسدگ بود و از کمونیسم شهرداری کورونا گذشت. پروما در سال ۱۹۹۸ بازنشسته شد و در سال ۲۰۱۶ در سن ۸۰ سالگی فوت کرد.